# 珊奈特號驅逐艦 (H29)
珊奈特號驅逐艦（舷號H29）是一艘英國皇家海軍建造的驅逐艦，為S級驅逐艦的52號艦。她是英軍第2艘以珊奈特（Thanet）為名的軍艦。
珊奈特號在1917年於英格蘭赫伯恩賀方·列斯利公司開始建造，在1918年下水，並於1919年服役，其時第一次世界大戰已經結束。戰後珊奈特號曾用作訓練水上飛機升降，並在稍後調到中國艦隊。
1939年9月1日，第二次世界大戰爆發。珊奈特號在香港改裝為佈雷艇，並且在大嶼山海峽一帶佈置水雷。此後珊奈特號一直留在香港近海巡邏。1941年12月8日，太平洋戰爭爆發，日軍入侵香港。珊奈特號與哨兵號在當晚由香港調回新加坡，並加入東洋艦隊，輾轉在馬來亞等地參與護航任務。1942年1月26日，珊奈特號與皇家澳洲海軍的吸血鬼號驅逐艦前往興樓外海攔截日軍船隻，遭遇日軍1艘巡洋艦及6艘驅逐艦，興樓外海海戰爆發。珊奈特號在海戰中遭日軍重創沉沒，而吸血鬼號則成功逃離。